# 机翼整体油箱
机翼整体油箱（英語：wet wing，直译则为湿翅膀）也称整体机翼油箱、整体油箱机翼，是一种航空航天工程技术，飞机的翅膀结构被密封并用作一个燃料箱。这也被称为整体油箱（integral fuel tanks）。